# Grenze zwischen der Demokratischen Republik Kongo und dem Südsudan

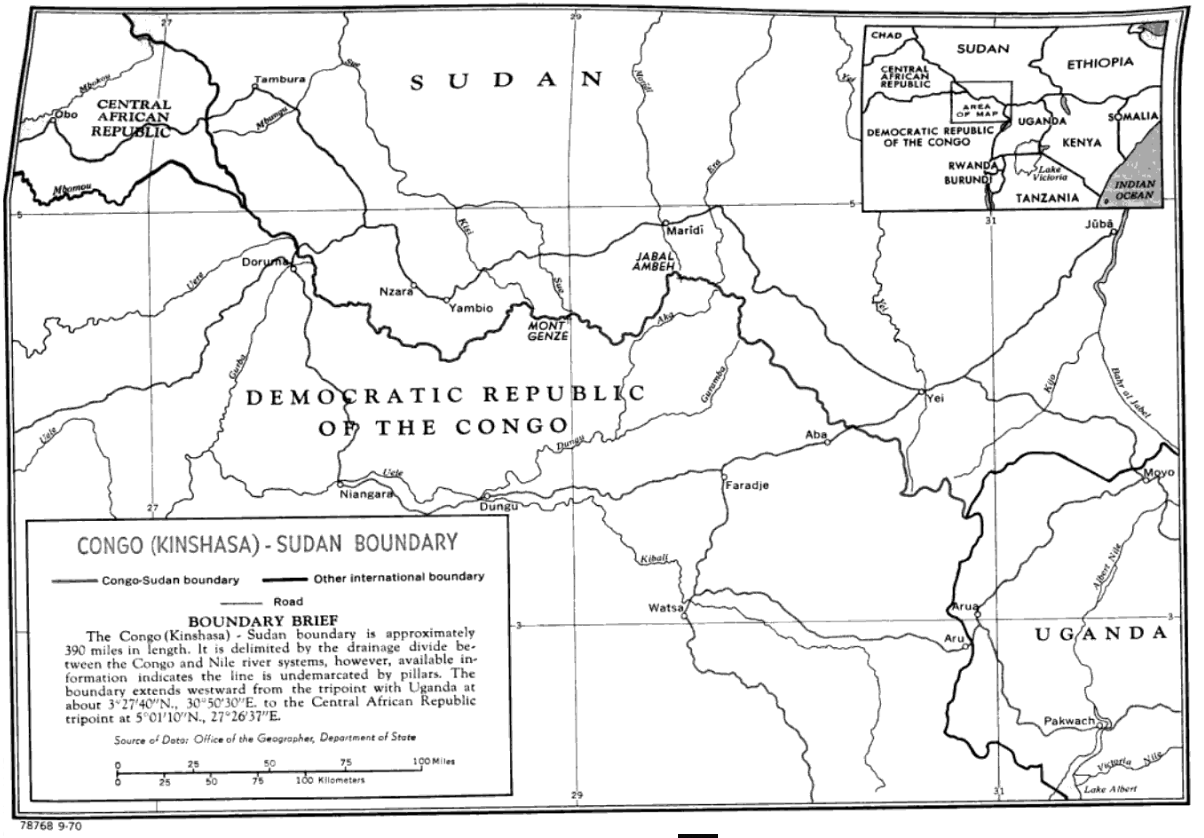
Karte des Grenzverlaufs, der Südsudan hier noch Teil des Sudan

Die Grenze zwischen der Demokratischen Republik Kongo und dem Südsudan trennt als internationale Landgrenze diese beiden Staaten. Die Länge der Grenze wird mit 714 km angegeben (nach der Karte des US-Department of State: „approximately 390 miles“). Die Grenze verläuft vom Dreiländereck mit der Zentralafrikanischen Republik zum Dreiländereck mit Uganda.

## Geschichte

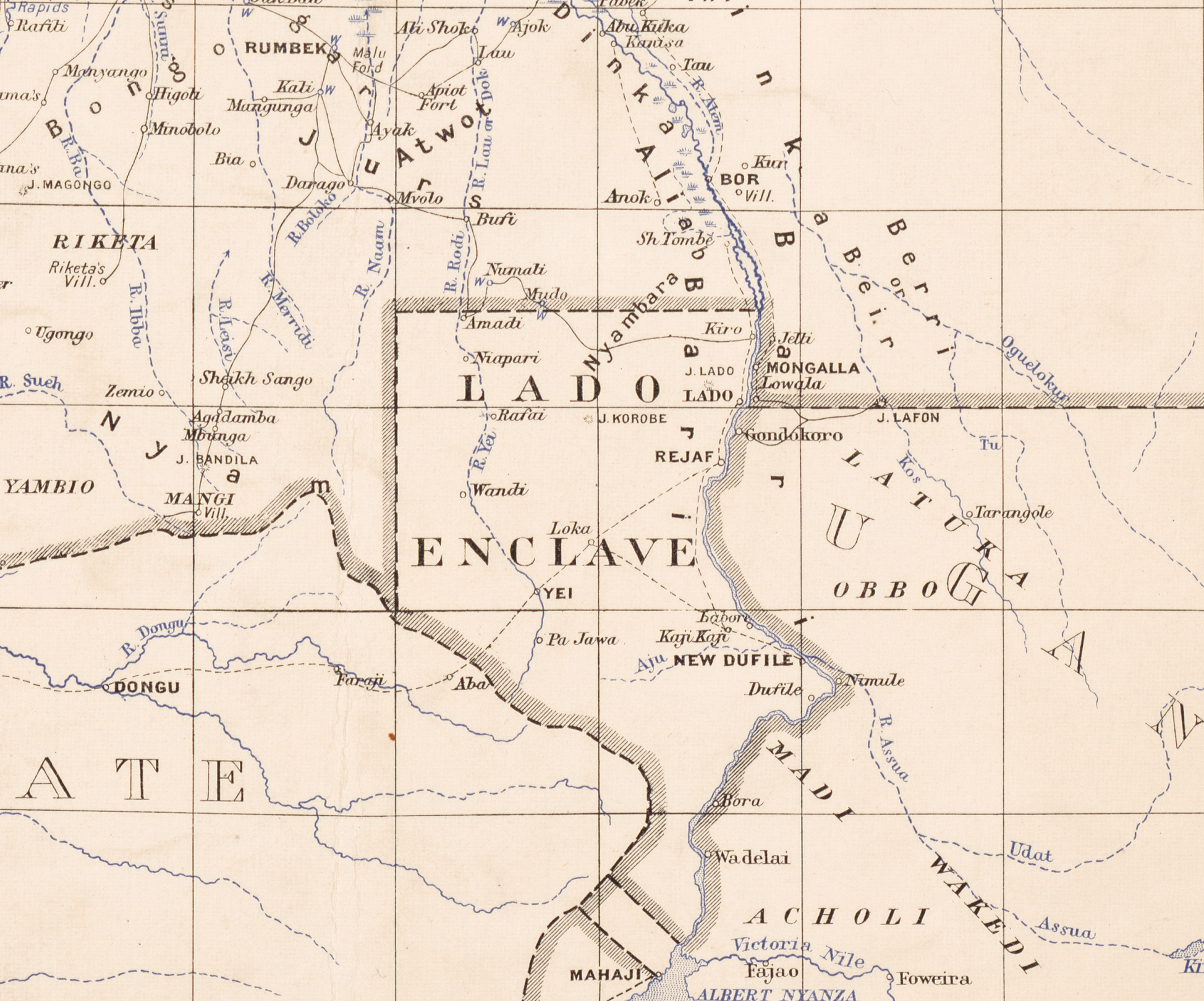
Die Lado-Enklave (1904)

Auf der Berliner Kongokonferenz wurden 1884 die Interessengebiete der europäischen Mächte in Afrika abgesteckt. Das Gebiet des Kongo wurde dabei großenteils dem Kongo-Freistaat als Privatbesitz der belgischen Krone (mit König Leopold II. zugesprochen. Den Sudan einschließlich des Südsudan hatte das Vereinigte Königreich 1890 erobert und ab 1899 als Anglo-Ägyptischer Sudan verwaltet. Schon am 12. Mai 1894 war es zu einem Abkommen zwi-schen dem Vereinigten Königreich und Leopold II.) gekommen, in dem die Interessengebiete grob an der Wasserscheide zwischen dem Nil und dem Kongo abgegrenzt wurden. Die endgültige Festlegung der Grenze erfolgte in einem weiteren Vertrag vom 9. Mai 1906. 1908 übernahm das Königreich Belgien den Kongo-Freistaat. Die Lado-Enklave am Weißen Nil, die seit 1894 zum Kongo-Freistaat gehört hatte, fiel 1910 an das Vereinigte Königreich und den Sudan zurück. Der Sudan wurde am 1. Januar 1956 unabhängig, Belgisch-Kongo erlangte die Unabhängigkeit am 30. Juni 1960. Es wurde zeitweise in Zaire umbenannt. 2011 spaltete sich der Südsudan vom Sudan ab. Die Lage an der Grenze gilt als hochgradig unsicher.

## Grenzverlauf
Die Grenze nimmt im Westen am Dreiländereck mit der Zentralafrikanischen Republik (Lage) ihren Ausgang. Sie folgt grob der Wasserscheide zwischen dem Becken des Nil und des Kongo zunächst nach Südosten und weiter in unregelmäßigen Linien nach Osten, führt am Nationalpark Garamba (gefährdetes Welterbe) in der Demokratischen Republik Kongo vorbei, an dem sie sich nach Südosten wendet, passiert das kongolesische Aba (Grenzübergang) und endet im Osten am Dreiländereck mit Uganda (Lage).

## Orte nahe der Grenze

### D.R. Kongo
- Doruma
- Mandara
- Aba

### Südsudan
- Yambio
- Yei (Südsudan)